# 그랜드 투어
그랜드 투어(Grand Tour)는 17세기 중반부터 영국을 중심으로 유럽 상류층 귀족 자제들이 사회에 나가기 전에 프랑스나 이탈리아를 돌아보며 문물을 익히는 여행을 일컫는 말이다.

## 용어

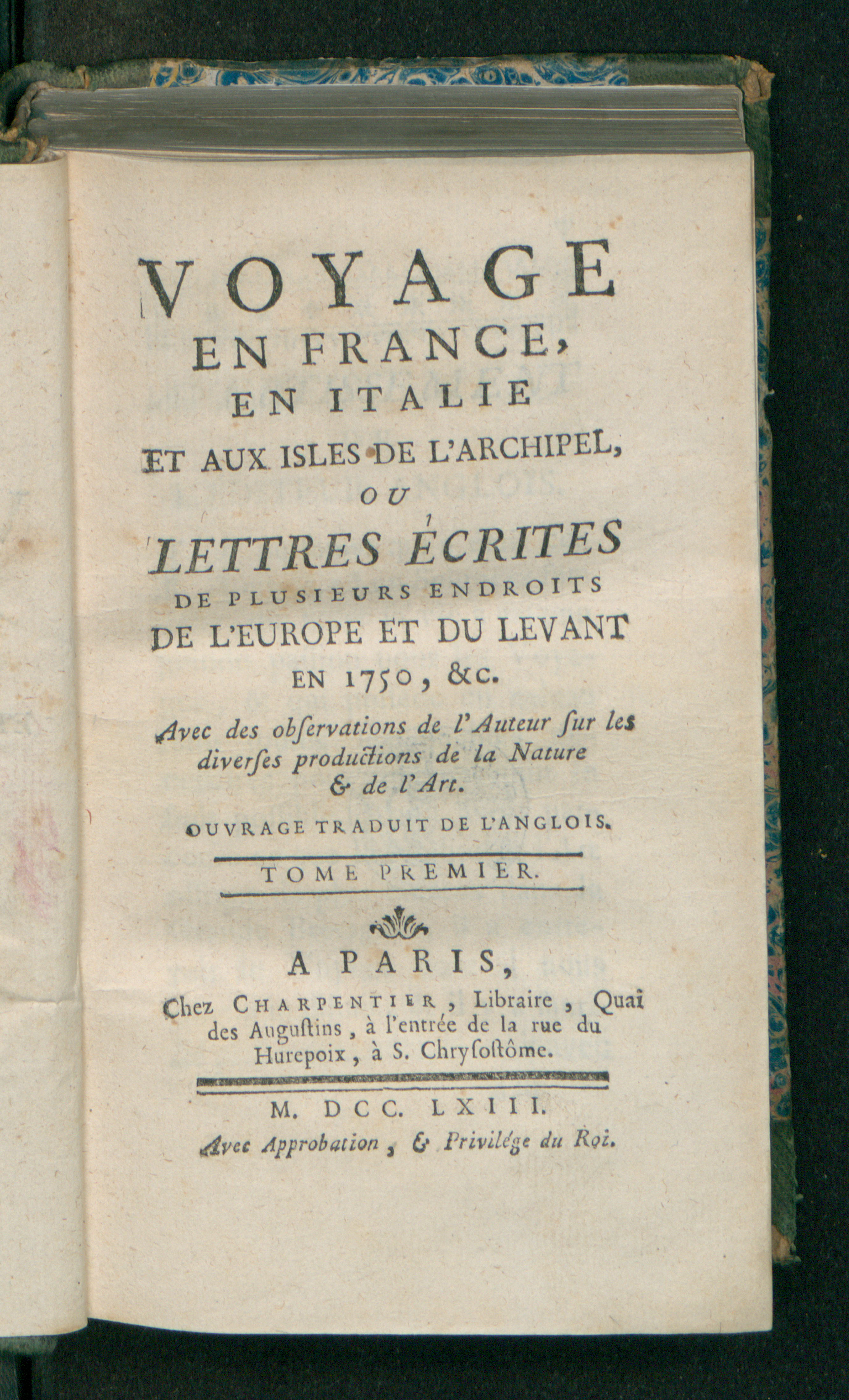
Letters from several parts of Europe and the East, 1763

리처드 라셀의 저서 《The Voyage of Italy》에서 처음 등장하였다. 책에서는 "프랑스와 이탈리를 도는 그랜드투어를 다녀온 사람만이 리비우스와 카이사로를 이해할 수 있다" 라고 인용되고 있다.
정확한 그랜드투어의 정의 및 범위에 대해서는 여러 가지 견해가 있지만, 가장 대표적으로는 브루스 레드포드 Bruce Redford가 정의한 4가지 요소가 있다.
1. 젊은 영국인 남성귀족 혹은 젠트리가 여행의 주체가 된다.
2. 전체 여행을 책임지고 수행하는 가정교사(travelling tutor)가 있어야 한다.
3. 로마를 최종 목적지로 삼는 여행 스케줄이다.
4. 평균 여행기간은 보통 2~3년 내외이다.

## 배경
17세기 말 이전까지 영국의 교육은 다른 유럽 나라들과 마찬가지로 좁은 지리적 범위 안에서만 행해졌다. 귀족 자녀들의 교육은 런던 내의 옥스퍼드 대학교와 케임브리지 대학교에서 2~3년을 공부한 후 고향으로 돌아와 부친을 도와 재산을 관리하는 것이 일반적 패턴이었으며, 국가간 종교갈등으로 인해 국내 도시여행을 제외하고는 더 이상의 여행기회는 극히 제한적이었다.
이러던 여행행태는 1700년경에 이르러 종교갈등이 완화되고 경제력이 향상되며 변화되었다. 예법을 익히고 전쟁과 외교를 배우기 위해, 그리고 자기가 속한 계급의 문화를 배우기 위해 앞선 해외의 문화를 경험하고 배우고자 하는 욕구가 커졌다. 영국, 독일과 같이 유럽의 문화적 변방에 속한 국가의 귀족들은 프랑스, 이탈리아와 같이 고전문화의 유산이 찬란히 남아있는 곳으로 앞다투어 자녀들의 장기 여행을 보내기 시작하였고, 이는 그랜드투어의 시발점이 되었다.

## 형태

### 주체
젊은 귀족 자녀들은 보통 2~3년, 때로는 4~5년씩 외국에 체류했다. 일반적으로 귀족 자녀들은 수행원으로 2명의 가정교사와 2명 이상의 하인을 거느렸다. 가정교사 1명은 주로 학문을 가르쳤고, 1명은 승마,펜싱,전술 등을 담당했다. 이러한 동행 가정교사는 흔히 "Bear-leader"라 불리었는데, 조련사가 입마개를 쓴 곰을 데리고 유럽도시를 돌아다니며 벌인 대중오락에 빗댄 말이다. 토마스 홉스, 존 로크, 애덤 스미스, 애덤 퍼거슨, 조지프 애디슨 등 근대 초 유럽에서 빛나는 수많은 지성이 동행교사로 활약했다.

### 루트
그랜드투어는 보통 프랑스의 지방 도시에서 시작되었다. 프랑스어 습득을 위해 순수한 프랑스어가 사용되는 투렌 지방의 도시, 또는 독일이나 스위스로 짧은 여행을 떠나기 좋은 디종, 스트라스부르, 리옹 등이 대표적인 장소였다. 파리에서 한동안 머문 후에는 대부분 이탈리아로 이동하였다. 1780년까지 프랑스에서 이탈리아로 가는 가장 일반적인 노정은 사보이, 몽스니를 거쳐 알프스를 넘은 후 토리노에 도착하는 것이었다. 북부이탈리아의 주요 방문지는 제노바, 밀라노, 베네치아 등이었고, 중부 이탈리아에서는 피렌체, 시에나, 그리고 무엇보다도 그랜드투어의 궁극적 목적지라 할 수 있는 로마가 필수적인 목적지였다. 이탈리아에서 충분한 시간을 보낸 후에는 왔던 길을 거슬러 파리를 거쳐 영국으로 돌아가던지, 또는 독일과 네덜란드를 거쳐 영국으로 돌아가기도 했다.

### 현지 활동
기본적으로 여행 중 활동은 가정교사에 의해 철저하게 규제되었다. 수학,역사,지리와 같은 학문뿐만 아니라, 승마,펜싱,춤,테니스등을 배우는 시간이 정해져있었으며, 가정교사들은 이러한 교육진행 상황을 주기적으로 귀족 자녀들의 부모들에게 보고하였다. 하지만 귀족 자녀들이 현지의 생활에 익숙해지고, 물리적 거리로 인한 신속한 커뮤니케이션이 어려워지며, 후에는 무도회나 파티 참석, 관광과 사치품 쇼핑 등이 현지에서의 주요 활동이 되기도 하였다.

### 귀국
그랜드투어에 나선 귀족 자녀들 사이에서는 앞선 이탈리아의 예술품을 갖고 귀국하는 것이 당연시되었다. 고대 그리스의 대리석 작품에서 당대 이탈리아 작가들이 그린 수채화에 이르기까지의 그림,조각 등이 그 대상이었다. 구입한 예술품들은 상자에 넣어져 안전 조치가 취해진 다음 여행객들의 귀국 일정에 맞춰 군함에 선적되어 고국으로 발송되었다. 18세기를 거치는 동안 영국은 물론, 독일, 스칸다나비아, 러시아의 각 가정에는 다양한 범주의 이탈리아 예술품이 속속 유입되었다. 귀국한 후 이러한 예술품들은 상류 사회로의 편입을 위한 증거의 일부로 작용하였다. 귀족층들은 파리,이탈리아의 문화와 예술에 대해 이야기하며 처음 만난 사람들의 수준을 평가했으며, 자신과 같은 귀족 사회에 속해있는지 여부를 판단하곤 했다.

### 변형
막대한 경제적 부담으로 소수의 귀족층에게 제한되었던 그랜드투어는 새로운 교통수단의 발달과 중간계급의 생활수준 향상으로 그 범위가 확대되었다. 범선과 마차 대신 증기선과 기차가 새로운 교통수단으로 등장하였고, 중간계급의 가치가 강조되면서 18세기 말에 이르러서는 영국, 독일, 스칸디나비아의 신흥 부르주아 계급의 중년 세대들도 여행에 나섰고, 미국과 서인도제도 부호들 또한 이에 합세하였다. 대륙방문이 보다 쉬워지고 일반화되며, 과거 그랜드투어가 지녔던 '일생에 한 번뿐인 여행'으로서의 의미는 퇴색되었다.

## 의미
무엇보다 그랜드투어는 여행 관행의 기본 틀을 만들어내었다. 지금의 관광여행은 그랜드투어의 패턴을 받아들여 확대시킨 것이다. 또한 18세기 들어 그랜드투어의 여행지에 대한 실용적 안내서가 등장하였는데, 이는 곧 여행핸드북의 시초로 작용하였다. 토마스 테일러가 쓴 <The Gentleman's Pocket Companion for Traveling into Foreign Parts>에는 지도, 도로 안내, 거리 표시, 통화 및 무게 환산표 등 다양한 정보와 이탈리아어, 프랑스어, 독일어, 에스파냐어의 간단한 실용 회화가 수록되었다.
역사적으로 그랜드투어는 18세기 유럽 각국의 귀족 계급으로 하여금 공통의 행동 규범과 미적 감각을 갖게 하는데 중요한 역할을 했다. 그랜드투어를 통해 이탈리아에서 얻은 심미안과 프랑스에서 얻은 교양이 결합했으며, 그 결과 종전에는 문화적으로 뒤쳐져있던 유럽 외곽 지역은 도회적 세련미를 얻을 수 있었다. 귀족층에 한정되었던 변화는 점차 대중들에게 전파되었고, 나아가 서양 세계는 이로 인해 고대 유럽의 예술적 유산에 대한 공통의 애정을 갖게 되었던 것이다.
반면 그랜드 투어에 필요한 막대한 비용은 하층 계급에 대한 조직적인 착취를 통해 충당되었다. 한 명의 젊은 귀족이 여행을 하기 위해서는 그들의 부모들은 매년 3천~4천 파운드(약 20만 달러) 이상을 부담해야 했다. 유럽 대륙의 귀족 계급들은 대체로 토지 소유자들이었으며, 그들은 자신들의 토지를 농민에게 임대하여 해마다 막대한 수입을 거둬들였고, 이를 통해 자녀들의 막대한 그랜드 투어 비용을 충당할 수 있었다.

## 같이 보기
- 카미노데산티아고
- 갭이어
- 수학여행

## 참고 자료
- 설혜심, 그랜드 투어:엘리트 교육의 최종 단계, 웅진지식하우스(2013)
- 설혜심, 근대 초 유럽의 그랜드 투어(The Grand Tour in Early Modern Europe), 서양미술사학회 논문집, (2007)
- 윌리엄 L.랭어 (William Langer), 뉴턴에서 조지오웰까지: 서양 근현대사 깊이 읽기 - 18세기 유럽의 그랜드 투어 (pp. 173–196) (2004)